# Willem Maria van Lanschot
Mr. Willem Maria van Lanschot ('s-Hertogenbosch, 13 april 1869 - Vught, 4 oktober 1941) was een Nederlandse jurist en politicus.

## Biografie
Van Lanschot was een lid van de familie Van Lanschot en een zoon van bankier en bestuurder Augustinus Jacobus Arnoldus van Lanschot (1834-1919) en Johanna Arnolda Jacoba Fuchs (1833-1874). Hij trouwde in 1896 met jkvr. Louise Gerardina Rosa van Meeuwen (1875-1933)), lid van de familie Van Meeuwen, met wie hij vier kinderen kreeg, onder wie een dochter die trouwde met jhr. Pieter Godfried Maria van Meeuwen (1899-1982), Eerste Kamerlid.
Van Lanschot studeerde rechten aan de Rijksuniversiteit Leiden van 1889 tot 1893, waaraan hij in dat laatste jaar promoveerde op Aanteekeningen op den Fransche Wet van 6 februari 1893 betreffende de echtscheiding en scheiding van tafel en bed. Daarna werd hij advocaat in zijn geboorteplaats waarna hij vanaf 1899 functies bij de rechterlijke macht vervulde, laatstelijk van 1913 tot 1939 als voorzitter van de Krijgsraad. In 1910 begon zijn politieke loopbaan als lid van de gemeenteraad van Den Bosch (tot 1919). Van 1911 tot zijn overlijden was hij lid van de Eerste Kamer der Staten-Generaal voor de Roomsch-Katholieke Staatspartij, vanaf 1923 was hij fractievoorzitter van die partij in de Eerste Kamer.
In de Eerste Kamer voerde hij onder meer het woord over buitenlandse zaken, economische zaken, onderwijs, waterstaat en financiën
Van Lanschot had verschillende nevenfuncties waaronder lid van de Staatscommissie inzake algehele herziening der Gemeentewet (Staatscommissie-Oppenheim), van 1918 tot 1920 en lid van de Nederlandse delegatie naar de Ontwapeningsconferentie in 1932.

## Onderscheidingen
- Officier in de Orde van Oranje-Nassau, 31 augustus 1905
- Ridder in de Orde van de Nederlandse Leeuw, 31 augustus 1922
- Commandeur in de Orde van Oranje-Nassau, 15 december 1938 (voor het 25-jarig voorzitterschap Krijgsraad)